# Saint-Germain-et-Mons
Saint-Germain-et-Mons là một xã, nằm ở tỉnh Dordogne vùng Aquitaine của Pháp. Xã này có diện tích 14,13 kilômét vuông, dân số năm 2004 là 672 người. Xã nằm ở khu vực có độ cao trung bình 45 m trên mực nước biển.

## Hành chính
| Danh sách các xã trưởng                |             |              |      |         |
| Giai đoạn                              | Giai đoạn   | Tên          | Đảng | Tư cách |
| tháng 3 năm 2001                       | đương nhiệm | Claude Carpe | PS   | hưu trí |
| Tất cả các dữ liệu trước đây không rõ. |             |              |      |         |

## Thông tin nhân khẩu
| Năm    | 1962 | 1968 | 1975 | 1982 | 1990 | 1999 | 2004 |
| ------ | ---- | ---- | ---- | ---- | ---- | ---- | ---- |
| Dân số | 491  | 464  | 455  | 486  | 523  | 606  | 672  |